# Українські фізики
|  | Службовий список статей, створений для координації робіт з розвитку теми. Це попередження не встановлюється на інформаційні списки і глосарії. |

## Список відомих українських фізиків

### В Україні
А
- Адаменко Ірина Іванівна
- Адамян Вадим Мовсесович
- Анатичук Лук'ян Іванович
- Андрійчук Володимир Андрійович

Б
- Біланюк Олекса
- Бабенко Олександр Калістратович
- Балясний Василь Олександрович
- Банах Онуфрій Степанович
- Бар'яхтар Віктор Григорович
- Басок Борис Іванович
- Бахрушин Володимир Євгенович
- Бернацький Віктор Костянтинович
- Боголюбов Микола Миколайович (старший)
- Богорош Олександр Терентійович
- Бойко Юрій Володимирович (радіофізик)
- Бойчук Василь Іванович
- Бойчук Остап Пилипович
- Борзяк Петро Григорович
- Боровик Євген Станіславович
- Бурак Ярослав Йосипович
- Бушок Григорій Федорович

В
- Вєркін Борис Ієремійович
- Відьмаченко Анатолій Петрович
- Вайсблат Олександр Володимирович
- Вакарчук Іван Олександрович
- Вальтер Антон Карлович
- Вишневський Іван Миколайович
- Влох Орест-Степан Григорович
- Влох Ростислав Орестович
- Волков Дмитро Васильович
- Волощук Володимир Михайлович

Г
- Гірняк Юліан Йосипович
- Галкін Олександр Олександрович
- Галущак Мар'ян Олексійович
- Герасимов Олег Іванович
- Головко Мирослав Федорович
- Горбань Олександр Миколайович
- Горобець Юрій Іванович
- Грабовський Борис Павлович
- Григоренко Ярослав Михайлович
- Григорук Валерій Іванович
- Гріднєв Віталій Никифорович
- Гриньов Борис Вікторович
- Гусак Андрій Михайлович

Д
- Дідух Леонід Дмитрович
- Давидов Олександр Сергійович
- Де-Метц Георгій Георгійович
- Дейген Михайло Федорович
- Дзюб Іван Петрович
- Добровольський Валентин Миколайович

Є
- Єрченко Петро Феофанович

З
- Завадський Едвальд Абрамович
- Загородній Анатолій Глібович
- Запольський Іван Гнатович
- Зинов'єв Геннадій Михайлович

І
- Ільченко Василь Васильович
- Іваненко Дмитро Дмитрович

Й
- Йоффе Абрам

К
- Кідалов Валерій Віталійович
- Кістяківський Георгій Богданович
- Калоєров Стефан Олексійович
- Кладько Василь Петрович
- Клос Євген Степанович
- Коваленко Володимир
- Коваленко Микола Павлович
- Комар Антон Пантелеймонович
- Кондратюк Юрій
- Корбутяк Дмитро Васильович
- Кордиш Леон Йосипович
- Коротков Павло Андрійович
- Косоногов Йосип Йосипович
- Кубайчук Віктор Павлович
- Кувшинський Микола Георгійович
- Кузьменко Василь Олександрович
- Куліш Віктор Васильович
- Куліш Микола Полікарпович
- Куценко Альфред Миколайович
- Кучер Володимир

Л
- Ліфшиць Євген Михайлович
- Лапшин Василь Іванович
- Левченко Георгій Георгійович
- Лейпунський Олександр Ілліч
- Лепіх Ярослав Ілліч
- Линник Володимир Павлович
- Лисянський Борис
- Литовченко Володимир Григорович
- Локтєв Вадим Михайлович
- Луньов Валентин Васильович

М
- Міліянчук Василь Степанович
- Міхельсон Володимир Олександрович
- Мартинов Євген Сергійович
- Мачулін Володимир Федорович
- Мельничук Степан Васильович
- Мохунь Ігор Іванович

Н
- Німець Олег Федорович
- Назаренко Аскольд Федорович
- Назарчук Зіновій Теодорович
- Недопьокін Федір Вікторович

О
- Оболенський Михайло Олександрович
- Остроградський Михайло Васильович

П
- Підстригач Ярослав Степанович
- Парасюк Остап Степанович
- Пасічник Митрофан Васильович
- Пекар Соломон Ісакович
- Петренко Олександр Дем'янович
- Петренко Петро Васильович
- Петришин Роман Іванович
- Пильчиков Микола Дмитрович (1857–1908)
- Погосов Олексій Юрійович
- Половинко Ігор Іванович
- Поляков Микола Вікторович
- Поперенко Леонід Володимирович
- Потебня Олександр Олександрович
- Прихотько Антоніна Федорівна
- Прохоренко Віктор Якович
- Прохоров Едуард Дмитрович
- Прусов Віталій Арсенійович
- Пулюй Іван Павлович (1845–1919)

Р
- Радзимовський Євген
- Раранський Микола Дмитрович
- Раренко Іларій Михайлович
- Рахманінов Іван Іванович
- Рожанський Дмитро
- Рудавський Юрій Кирилович
- Руденко Олександр Пантелеймонович

С
- Самойлович Анатолій Григорович
- Сандул Ганна
- Сахнович Лев Аронович
- Свідзинський Анатолій Вадимович
- Семиноженко Володимир Петрович
- Синельников Кирило Дмитрович
- Ситенко Олексій Григорович
- Сігорський Віталій Петрович
- Скалозуб Володимир Васильович
- Скоробогатько Віталій
- Слободянюк Олександр Валентинович
- Смакула Олександр Теодорович
- Сминтина Валентин Андрійович
- Смирнов Адріан Анатолійович
- Соколов Юрій Дмитрович
- Соколовський Богдан Іванович
- Стасів Остап
- Стасюк Ігор Васильович
- Сторіжко Володимир Юхимович
- Стріха Віталій Іларіонович
- Стріха Максим Віталійович
- Сукач Георгій Олексійович

Т
- Ткач Микола Васильович
- Толок Володимир Тарасович
- Толпиго Кирило Борисович

У
- Усиков Олександр Якович
- Ушенко Олександр Григорович

Ф
- Файнберг Яків Борисович
- Федоровський Олександр Дмитрович
- Федорченко Адольф Михайлович
- Флейшман Наум Петрович
- Фомін Петро Іванович
- Фуртак Святослав Петрович

Х
- Хіміч Іван Васильович
- Харкевич Олександр Олександрович
- Хоткевич Володимир Гнатович
- Храпливий Зіновій Васильович

Ц
- Цегельський Роман

Ч
- Чайковський Едуард Феліксович
- Чалий Олександр Васильович

Ш
- Шайкевич Ігор Андрійович
- Шелест Віталій Петрович
- Шиманський Юрій Іванович
- Шимон Людвік Людвікович
- Шпак Марат Терентійович
- Шпачинський Еразм Корнелійович
- Шутенко Леонід Миколайович

Ю
- Юзевич Володимир Миколайович
- Юхновський Ігор Рафаїлович
- Ющук Степан Іванович

Я
- Яницький Олександр Миколайович
- Янчук Едуард Олександрович
- Яценко Леонід Петрович

### У діаспорі
Багато українських учених — гігантів світової фізики, яких занесло за межі України, зробили вагомий внесок у світову культуру і науку, що є часткою творчого потенціалу української нації.
До таких учених треба віднести:
- Біланюк Олекса — (*15 грудня 1926, Сянічек — †27 березня 2009, Валінґфорд, Пенсільванія, США) — професор, фізик, президент Української вільної академії наук (1998–2005), іноземний член НАН України, дійсний член НТШ, співавтор концепції тахіонів, яка започаткувала новий напрям сучасної фізики.
- Кістяківського Юрія (Георгія) (1900–1982) — директора інституту ім. Планка, наукового радника президента США Айзенгауера, професора Принстонського і Гарвардського університетів, спеціаліста з молекулярної кінетики і спектроскопії, видатного вченого в галузі ядерної фізики і співавтора водневої, а потім нейтронної бомб;
- Яримовича Михайла  — керівника програм з фізики міжпланетного простору і систем космічних польотів:
- Галоняка Миколу  — професора електричної інженери Іллінойського універси-тету США;
- Романіва Володимира  — дослідника напівпровідникової фізики і техніки;
- Грицака Петра — професора механіки, головного проектувальника теплової системи супутників «Тельстар»;
- Шевчука Ієна, який зробив рідкісне відкриття — виявив зоряний спалах у Великій Магеллановій Хмарі;
- Гамова Георгія Антоновича  — автора теорії первісного вибуху (він з'ясував генетичний код ДНК);
- Яцківа Романа,
- Даревича Юрія,
- Горбача Марка,
- Канюка Романа.